# Raiz primária

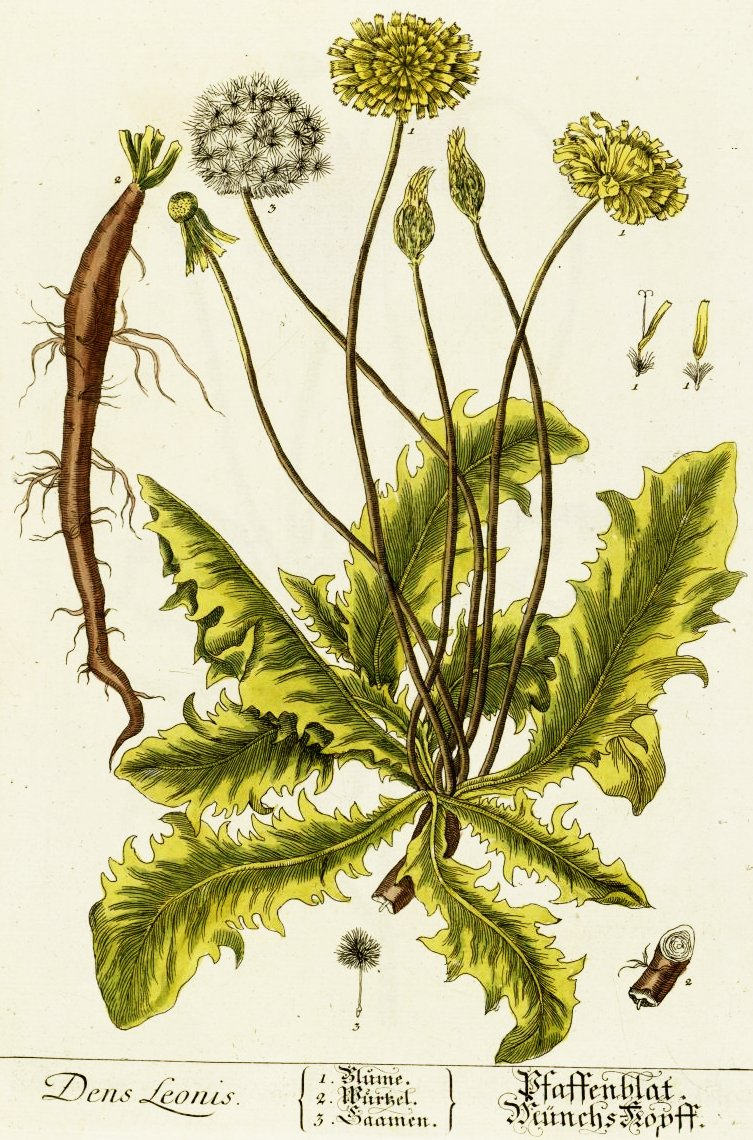
A raiz primária do dente-de-leão, bastante profunda. Ao tentar retirá-la restam brotos para rebentar de novo.

A raiz primária de uma planta é a raiz que cresce verticalmente para baixo. Forma um centro do qual outras raízes podem brotar.

## Características
As plantas com raízes primárias são difíceis de transplantar. É devido à raiz primária que o dente-de-leão é difícil de arrancar. Ao extrair a planta só se costuma puxar o extremo superior da raiz, e resto da longa raiz permanece no solo e permite o rebentamento de brotos. Um sistema de raiz primária contrasta com um sistema de raízes fibrilares, com um entrelaçado de numerosas raízes.
A maioria das árvores começam por ter uma raiz primária, e ao cabo de alguns anos passam a um sistema de raízes fibrosas que se estendem principalmente em largura, as raízes superficiais horizontais e somente algumas raízes que são verticais, profundas. Uma árvore madura típica de 30 a 50 m de altura tem um sistema de raízes que se estendem horizontalmente em todas as direções mas mais de 95% das raízes estão a profundidades superiores as 0,5 m.
Muitas raízes primárias modificam-se para se converterem em órgão de armazenagem.

## Plantas

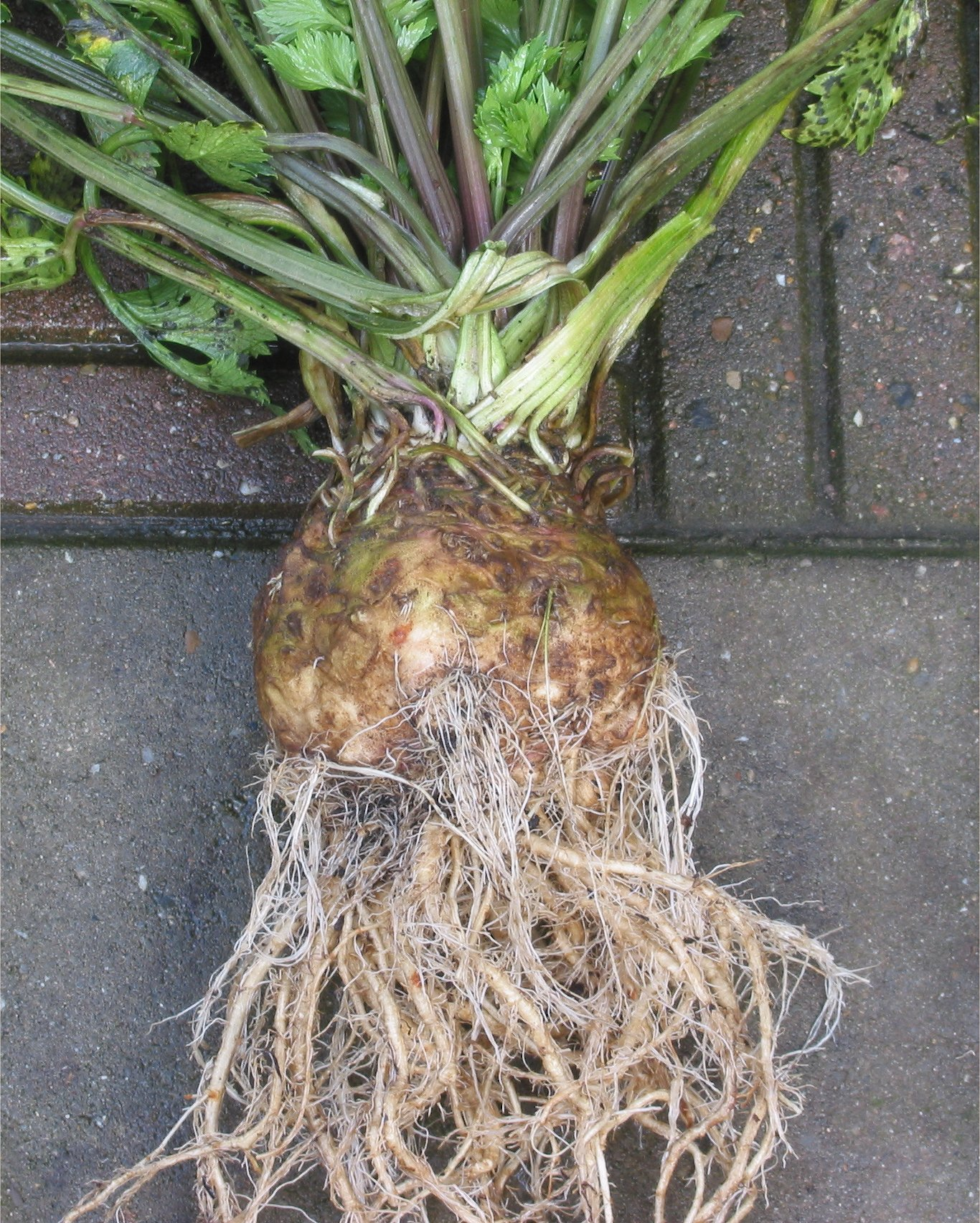
Raízes de um Apium graveolens

Algumas plantas com raiz primária:
- Cenoura
- Cardos
- Dente-de-leão
- Pueraria lobata
- Pastinaca
- Buglosa
- Taraxacum
- Rábano
- Nabo
- Welwitschia
- Apium graveolens

## Raízes primárias típicas
- Raiz cónica: outro termo para denominar a raiz primária.
- Raiz fusiforme: estreitamento gradual nos extremos, como a raiz primária de um rábano blanco.
- Raiz napiforme: mais larga que comprida, como a raiz de um nabo.